# Cité scolaire Frédéric-Chopin
La cité scolaire Frédéric-Chopin est un établissement public local d'enseignement qui comprend un collège et un lycée général et technologique où se trouve un pôle technologique supérieur. Elle fait partie de l'académie de Nancy-Metz.
Le lycée compte environ 1 400 élèves et le collège 550, dont une ULIS de 10 élèves. 
La cité scolaire se situe à l'ouest de Nancy au cœur du « quartier Blandan » près du quartier de la gare, et à côté du parc Sainte-Marie ainsi que de la piscine thermale.

## Historique
Au début des années 1930 le collège moderne et technique pour jeunes filles de la rue Saint-Léon à Nancy se révèle trop petit. En 1936 le conseil municipal de Nancy vote la création d'un établissement scolaire et d'un internat sur un terrain se trouvant à côté du parc Sainte-Marie. La Seconde Guerre mondiale reporte la construction de l'édifice. Le terrain choisi, propriété de la ville de Nancy, devait initialement accueillir un centre thermal.

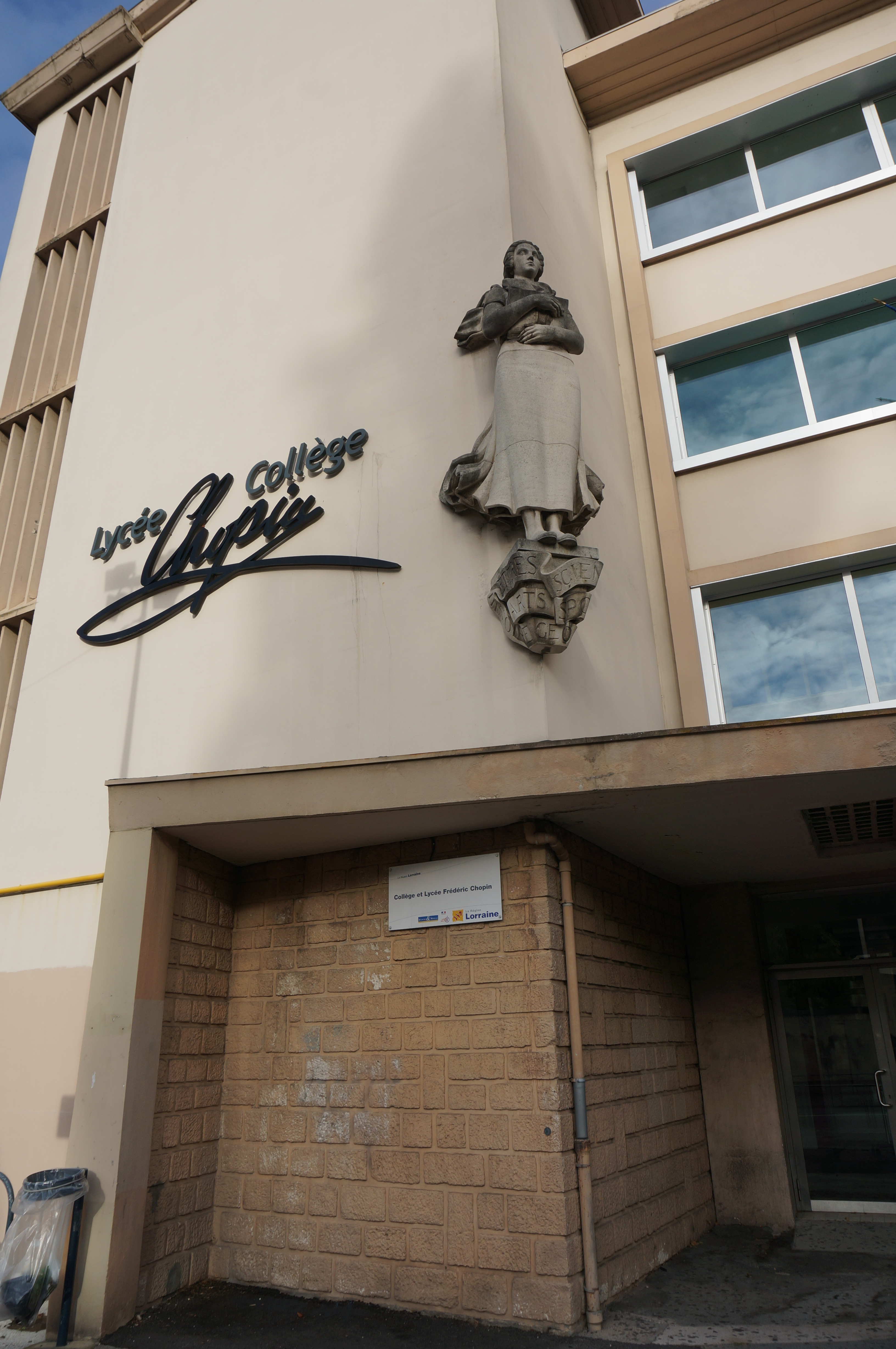
Entrée du lycée et collège avec la statue du 1% artistique

 En octobre 1955 des constructions en préfabriqué accueillent provisoirement les 14 classes du nouvel établissement dont le nom est fixé le 6 mai 1956 par le conseil d'administration qui retient celui de Frédéric Chopin, devant ceux de Jean Lamour et Jacques Callot. Le nom Jean-Lamour a notamment été écarté pour éviter les appellations du genre « les filles de Lamour »...
En avril 1958 la construction du bâtiment D est terminée et accueille ses premières élèves. Le 1er octobre 1958 l'établissement accueille l'ensemble des élèves de la sixième à la Terminale dans les bâtiments B, C et D, soit environ 1 600 élèves pour 90 enseignants. En octobre 1959, le gymnase ainsi que le bâtiment A sont terminés. En octobre 1960, c'est au tour de l'internat et du bâtiment de la demi-pension d'être achevés (aujourd'hui cet ensemble est appelé localement le « site Bertin » en référence à la rue qu'il jouxte). Enfin, la « passerelle bleue », qui franchit la rue du sergent Blandan et permet de circuler entre les deux sites sans avoir à traverser la rue, est construite en 1965,.
On doit l'érection des bâtiments aux architectes Jean Bourgon et Jacques Duvaux ainsi qu'à l'entreprise Pierson.

## Initiatives pédagogiques et technologiques

### Années 1970
En 1974, dans un objectif novateur d'initiation à l'informatique des élèves et enseignants intéressés, le lycée Frédéric-Chopin, à Nancy, fut éligible à l'opération ministérielle dite « Expérience des 58 lycées » : utilisation de logiciels ainsi qu'enseignement de la programmation d'ordinateurs en langage LSE,, en club informatique de lycée,, pour 58 établissements de l’enseignement secondaire. À cet effet, dans une première phase, quelques professeurs du lycée, enseignants de diverses disciplines, furent préalablement formés à la programmation informatique. Puis, dans une seconde phase, l'établissement fut doté d'un ensemble informatique en temps partagé comprenant initialement : un mini-ordinateur français Télémécanique T1600 avec disque dur et lecteur de disquettes 8 pouces, huit terminaux écrans claviers Sintra TTE, un téléimprimeur Teletype ASR-33 (en) et le langage LSE implémenté ; tous ces moyens ayant permis de mettre en œuvre sur le terrain cette démarche d'avant-garde, avec du matériel informatique ultra-moderne pour l'époque.

### Lycée 4.0
En 2018 le lycée Chopin fait partie des 62 lycées du Grand Est qui se portent candidats pour entrer dans le projet expérimental régional « Lycée 4.0 »,, projet qui consiste à abandonner les manuels imprimés au profit de manuels numériques et dans lequel chaque établissement dispose d'une couverture WiFi et chaque élève d'un ordinateur personnel.

## Enseignements

### Résultats
La liste des résultats au diplôme national du brevet et celui du baccalauréat.
| Dates               | 2010       | 2011       | 2012       | 2013       | 2014       | 2015       | 2016       | 2017       | 2018       | 2019       |
| ------------------- | ---------- | ---------- | ---------- | ---------- | ---------- | ---------- | ---------- | ---------- | ---------- | ---------- |
| Taux de réussite    | 91,33 %    | 86,06 %    | 86,13 %    | 88,06 %    | 91,87 %    | 91,93 %    | 92,13 %    | 89,12 %    | 91,91 %    | 85,97 %    |
| Taux de mention     | -          | -          | -          | -          | -          | -          | -          | 47,0 %     | 54,0 %     | 39,0 %     |
| Variation sur un an | -0,5 pt(s) | -5,3 pt(s) | +0,1 pt(s) | +1,9 pt(s) | +3,8 pt(s) | +0,1 pt(s) | +0,2 pt(s) | -3,0 pt(s) | +2,8 pt(s) | -5,9 pt(s) |

| Dates            | 2012    | 2013    | 2014    | 2015    | 2016    | 2017    |
| ---------------- | ------- | ------- | ------- | ------- | ------- | ------- |
| Taux de réussite | 85,61%  | 88,49 % | 96,32 % | 92,86 % | 89,39 % | 84,44 % |
| Taux de mention  | 68,18 % | 67,63 % | 70,59 % | 69,39 % | 66,67 % | 75,56 % |

### Collège
Le collège Frédéric-Chopin accueille des élèves de la 6e à la 3e, comprend en tout 20 classes (5 classes par niveaux scolaire) le collège aurait une population scolaire d'environ 550 élèves. Différentes options sont proposées: présence d'une classe d'une sixième bilangue, plusieurs langues vivantes anglais, allemand, espagnol, chinois ainsi que des langues mortes et cultures de l'Antiquité qui sont le latin (présent en option dès la 5e) et le grec (présent en option en 3e).
Le collège comporte aussi une unité locale d'inclusion scolaire comprenant 10 élèves.
Le collège a aussi obtenu plusieurs partenariats d'envergure : les « cadets »
- les « cadets de la sécurité civile », en partenariat avec les pompiers du SDIS 54[26] ;
- les « cadets de la défense », en partenariat avec la base aérienne 133 de Nancy-Ochey[27].

### Lycée
Le lycée Frédéric-Chopin comportes trois filières générales : scientifique, économique et sociale et littéraire. Les langues étrangères vivantes que l'on peut trouver sont l'allemand, anglais, arabe, chinois, espagnol, italien, les langues mortes en option sont au nombre de deux il s'agit du latin et du grec. L'ordre chronologique des études avec les options proposées par le lycée sont; des classes de secondes général et technologique, pour les classes de première les options sont des classes de 1re STMG (sciences et technologies du management et de la gestion) et le baccalauréat avec une possibilité Esabac unique en Lorraine.

### Enseignements supérieur bac+1 et bac+2
La cité scolaire Frédéric-Chopin comporte des parcours et filières pouvant aller jusqu'à bac+2.

#### Bac+1
Pour les filières bac+1 il n'en existe que deux, la classe préparatoire aux études supérieures-classe d’approfondissement en arts plastiques (CPES-CAAP) durant 1 an à temps plein, ainsi que la filière classe préparatoire économique et commerciale, elle aussi à temps plein.

#### Bac+2
Il existe 8 filières bac+2 dont 7 sont des BTS étalés sur une durée de 2 ans :
- BTS Management commercial opérationnel durant 18 mois.

- BTS Management commercial opérationnel durant 2 ans.

- BTS Commerce international (diplôme à référentiel commun européen) durant 2 ans.

- BTS Négociation et digitalisation de la relation client durant 2 ans.

- BTS Services informatiques aux organisations option A solutions d'infrastructure, systèmes et réseaux durant 2 ans.

- BTS Services informatiques aux organisations option B solutions logicielles et applications métiers durant 2 ans.

- BTS Support à l'action managériale durant 2 ans.

- Classe préparatoire économique et commerciale option technologique (deuxièmes années d'étude)[28].

## Anciens élèves
- Valérie Debord, femme politique française
- Alain Demarolle, haut fonctionnaire et chef d'entreprise français
- Frédérick Sigrist, humoriste et animateur de radio français[29]
- Pierrick Van Troost, artiste photographe français
- Antoine Reinartz, comédien